# Rubén Martín Pulido
Rubén Martín Pulido (nascut a Madrid el 2 de febrer del 1979) és un futbolista professional que juga com a defensa al Reial Saragossa.

## Equips
- 2000-2001: Reial Madrid C
- 2001-2001: UB Conquense
- 2002-2003: Getafe CF
- 2003-2004: Rayo Vallecano
- 2004–2007: Getafe CF
- 2007–2008: UD Almería
- 2008- : Reial Saragossa